# Nidzica
Nidzica [ɲiˈd͡ʑit͡sa] (originalmente en alemán: Neidenburg (ayuda·info); originalmente en polaco: Nibork) es un pueblo ubicado en Voivodato de Varmia y Masuria en Polonia, entre Olsztyn y Mława. Tiene una población de 14 798 habitantes (hasta el 2004). Es capital del Condado de Nidzica.
- Datos: Q527768
- Multimedia: Nidzica / Q527768

1. ↑  Worldpostalcodes.org,código postal n.º 13-100.